# Robert Morison
Robert Morison (n. 1620, Aberdeen, Regatul Scoției – d. 10 noiembrie 1683, Londra, Regatul Unit) a fost un botanist scoțian. S-a născut în Aberdeen, Scoția.